# SoftBank 201HW 3G
STREAM SoftBank 201HW 3G（ストリーム ソフトバンク ニーマルイチエイチダブリュ スリージー）は、華為技術日本（ファーウェイ）によって開発された、ソフトバンクモバイルのプリスマ専用の第3.5世代移動通信システム（ULTRA SPEED）端末(ULTRA PHONE)である。SoftBank スマートフォンシリーズのひとつ。OSはAndroid 4.0.4を搭載している。

## 概要
SoftBank 201HWのプリペイド仕様版といえる端末だが、AXGP非対応、テザリング非対応、SIMロック解除非対応などをはじめ、ハードウェア上の相応の制限が掛けられた端末であるが、それ以外の機能については、概ねオリジナルモデルであるSoftBank 201HWと同等。
スマートフォンのプリペイドサービスである「プリスマ」専用端末として発売されている。
プリスマサービス自体が世界対応ケータイに非対応であるため、紹介ページには海外利用不可とされているが、端末仕様上は利用可能となっている。

## その他機能
| 主な対応サービス       | 主な対応サービス  | 主な対応サービス                       | 主な対応サービス      |
| ---------------------- | ----------------- | -------------------------------------- | --------------------- |
| タッチパネル           | qHD液晶 4.3インチ | フルブラウザ                           | ULTRA SPEED           |
| バッテリー容量 1930mAh | テザリング        | WiFi                                   | GPS                   |
| 800万画素カメラ        | ワンセグ          | デジタルオーディオプレーヤー(AAC)(WMA) | おサイフケータイ／NFC |
| Bluetooth              | 赤外線通信        | 緊急速報メール                         | 防水／防塵            |

## 歴史
- 2013年9月6日 - プリスマサービス開始発表に併せて、ソフトバンクモバイルより発表[2]。当初は、10月下旬発売と発表されていた。
- 2013年11月22日 - 発売開始。